# 北托普賽爾比奇 (北卡羅萊納州)
北托普賽爾比奇（英語：North Topsail Beach）是一個位於美國北卡羅萊納州昂斯洛縣的城鎮。

## 人口
根據2020年美國人口普查的數據，北托普賽爾比奇的面積為26.86平方千米，當中陸地面積為16.10平方千米，而水域面積為10.75平方千米。當地共有人口1005人，而人口密度為每平方千米37人。